# Szyjka macicy

Schemat żeńskiego układu płciowego

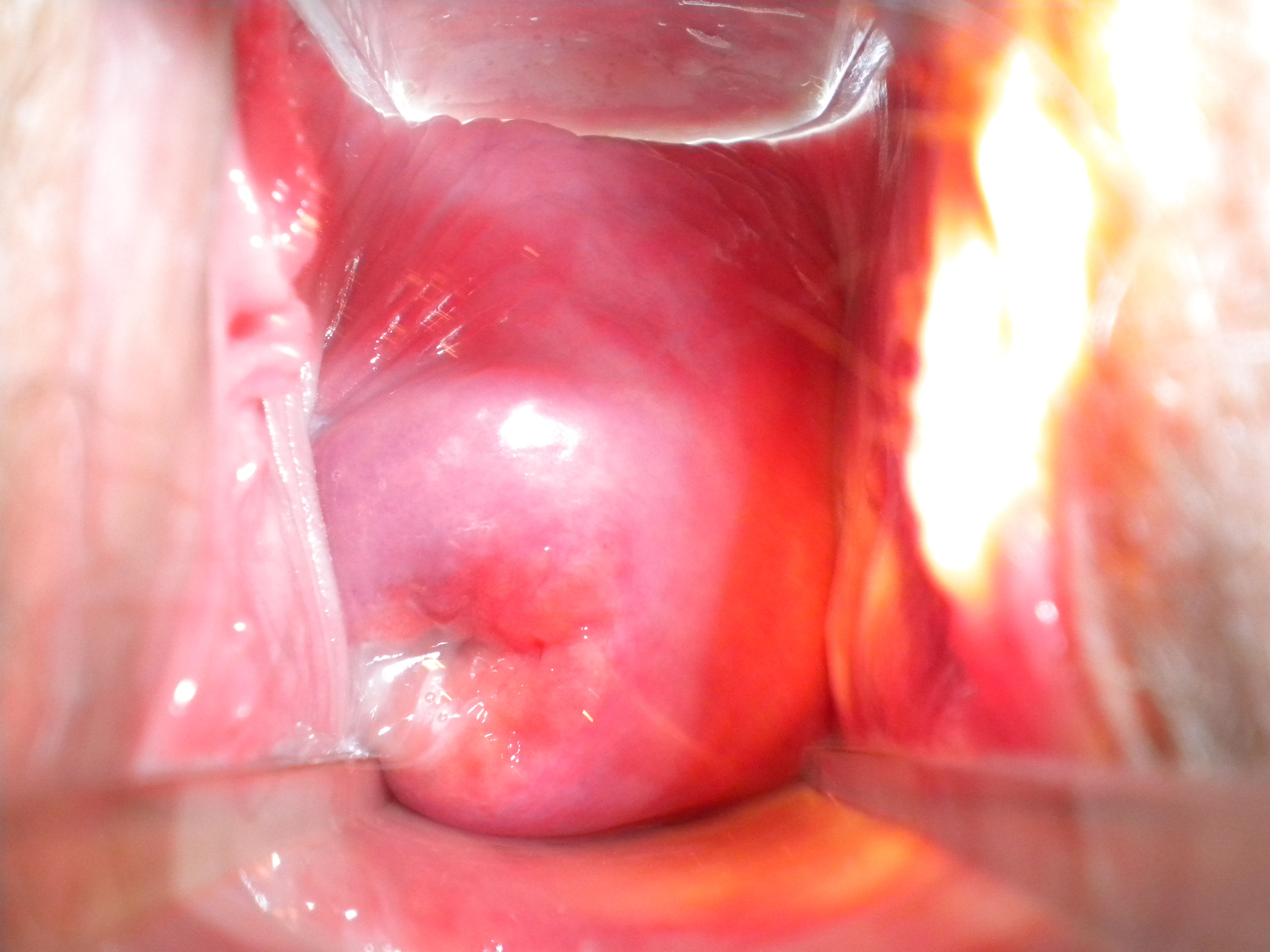
Szyjka macicy

Szyjka macicy (łac. cervix uteri) – zgrubiała, dolna część mięśniówki macicy. Łączy pochwę z jamą macicy. Dzięki licznym zmarszczeniom sprzyja wydostawaniu się płodu na zewnątrz. Szyjka macicy jest kanałem dla plemników, który je wiedzie z pochwy do macicy.
Szyjka macicy pod wpływem hormonów podlega pewnym zmianom w cyklu miesiączkowym. Zmiany szyjki macicy dostępne są dla kobiety w samobadaniu. Dotykając palcami (badanie palpacyjne) szyjki macicy, może ona sama ocenić zmiany w jej położeniu, konsystencji i stopniu rozwarcia jej zewnętrznego ujścia. W fazie niepłodności szyjka jest twarda i zamknięta. W miarę zbliżania się jajeczkowania ujście otwiera się, odcinek pochwowy szyjki staje się bardziej miękki i unosi się. Po jajeczkowaniu szyjka wraca do stanu sprzed owulacji. Badanie szyjki macicy wykorzystuje się w metodach naturalnego planowania rodziny.
Szyjka macicy wydziela kilka rodzajów śluzu.

## Śluz szyjkowy

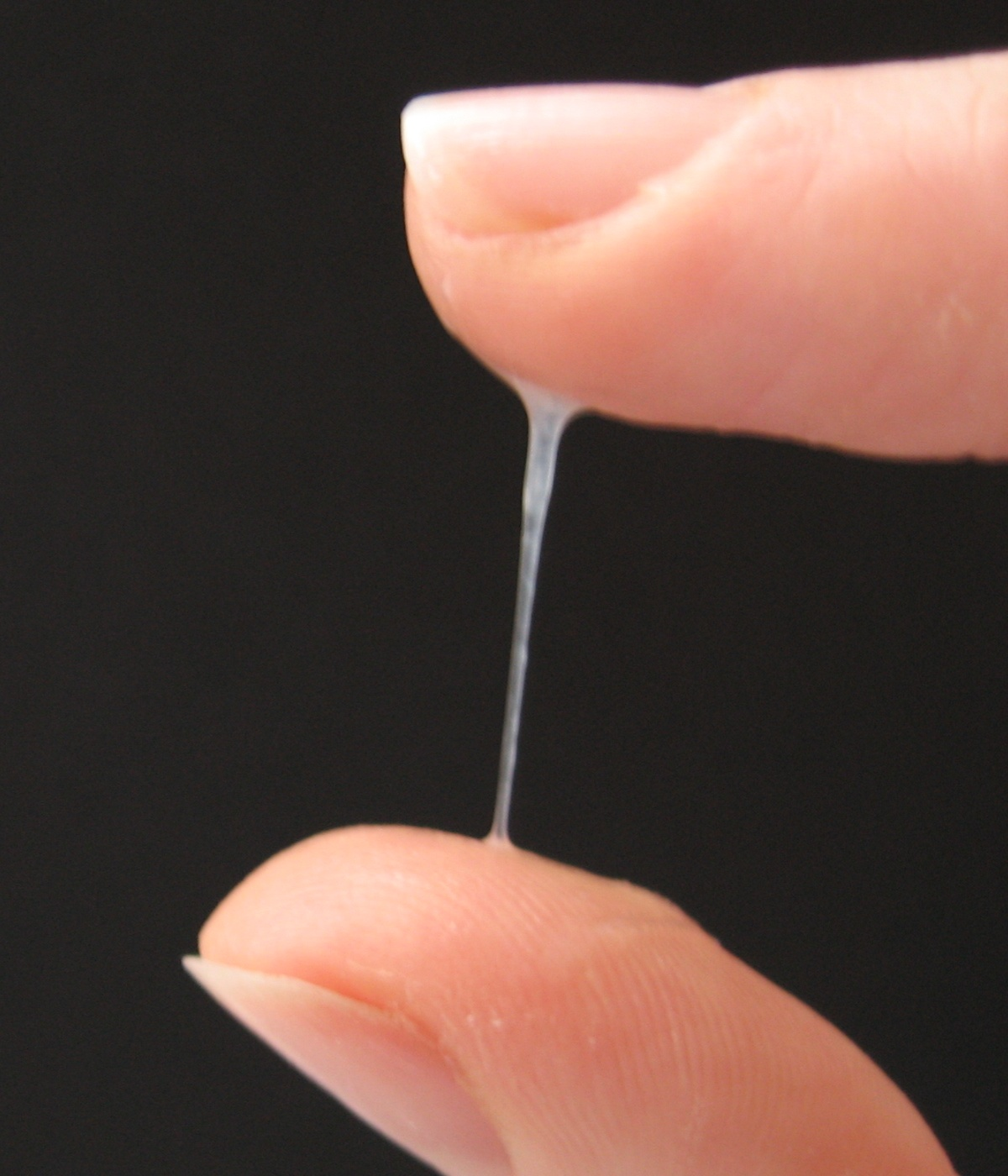
Śluz szyjkowy

Badanie szyjki macicy
1 – miesiączka
2 – twarda szyjka
2 – miękka szyjka
2 – szyjka jest sucha, położona nisko
3 – szyjka jest wilgotna, unosi się
4 – mokra, położona wysoko
5 – macica
6 – szyjka macicy
. o O – stopień otwarcia

Wydzielina wytwarzana przez szyjkę macicy, reagując na zmienne poziomy estrogenów i progesteronu. Typ śluzu zależny jest od fazy cyklu miesiączkowego. Zmiana śluzu dotyczy jego konsystencji, wyglądu i odczucia.
Po miesiączce, przy niskim poziomie estrogenów, gęsty i lepki śluz gestagenny zamyka ujście szyjki macicy. W miarę narastania poziomu estrogenów szyjka zostaje pobudzona do wydzielania estrogennego śluzu: najpierw typu L (ang. loaf – bochenek), odpowiedzialnego za tzw. selekcję plemników a następnie wysoce płodnego śluzu typu S (ang. string – sznurek). Po owulacji śluzy typu L i S zanikają a pojawia się ponownie śluz gestagenozależny.
Ocena parametrów śluzu szyjkowego jest wykorzystywana w metodach naturalnego planowania rodziny.